# Fernando Filoni
Fernando Filoni (nascut el 15 d'abril de 1946) és un cardenal italià catòlic i actual Prefecte de la Congregació per a l'Evangelització dels Poblesa la Cúria Pontifícia des del seu nomenament pel Papa Benet XVI el 10 de maig de 2011. El cardenal Filoni és un expert en afers xinesos i en Orient Mitjà.

## Biografia
Fernando Filoni va néixer a Manduria, prop de Tàrent. Ingressà al seminari i aconseguí doctorar-se en filosofia i en dret canònic per la Pontifícia Universitat Lateranense, on el llavors Pare Tarcisio Bertone, S.D.B., que després esdevindria Secretari d'Estat, servia com a Professor Convidat el 1978. Va ser ordenat prevere el 3 de juliol de 1970. Serví a les nunciatures de Sri Lanka entre 1982 i 1983, Iran (1983-85), Brasil (1989-1992) i, finalment, Filipines (1992-2001). Tot i que formalment estava destinat a la Nunciatura apostòlica de les Filipines, estava físicament a Hong Kong. Durant aquests anys realitzà el seu període de treball més intens i important, en el qual la Santa Seu anomenà "Missió d'Estudi", enllaçat amb la nunciatura de Manila. Durant aquesta època l'arquebisbe Filoni va ser el pont del Papa Joan Pau II amb els bisbes xinesos, l'església oficial i no oficial, reconciliant-ne la majoria amb la Santa Seu.

### Nunci apostòlic
Joan Pau II nomenà el Pare Filoni com a Nunci Apostòlic a Iraq i Jordània el 17 de gener de 2001, esdevenint l'arquebisbe titular de Volturno. Rebé l'ordenació episcopal de mans de Joan Pau II el 19 de març de 2001.
L'arquebisbe Filoni defensà la llibertat de l'Església Catòlica a l'Iraq sota el règim de Saddam Hussein i, en línia amb la posició del Papa, s'oposà a la invasió estatunidenca del país. Es quedà a Bagdad mentre que les bombes americanes queien, sent l'únic ambaixador en fer-ho, negant-se a abandonar la capital. Després de la caiguda de Saddam advertí contra la manca de la seguretat i el lent desenvolupament econòmic iraquià, mentre que donava suport a la nova constitució, i alentava a una coexistència pacífica entre cristians i musulmans.
Va estar proper a la mort a Bagdad quan l'1 de febrer de 2006 un cotxe bomba explotà prop de la nunciatura. Serví a l'Iraq i a Jordània fins al 25 de febrer de 2006, quan tornà a les Filipines com a Nunci.

### Cúria romana
El Papa Benet XVI nomenà l'arquebisbe Filoni Substitut pels Afers Generals de la Secretaria d'Estat el 9 de juny de 2005, ocupant formalment el càrrec l'1 de juliol.
Va ser tasca de Filoni organitzar les activitats de la Cúria i tenir cura de les traduccions oficials dels documents i de la correspondència papals; l'encriptament dels missatges que havien de ser enviats al Registre de cartes papals, la resolució de qüestions legals, la direcció de personal a la Cúria i a les nunciatures (promocions i ascensos), el protocol i l'etiqueta per les visites de caps d'estat, la informació i l'enviament de les benediccions papals. També és responsable d'organitzar les activitats dels nuncis arreu del món en les seves activitats relatives a les esglésies locals. A més del seu italià nadiu, també parla anglès, francès, espanyol i portuguès.
Comentant el seu nomenament va dir que «és un acte de benevolença paternal per part del Pontífex, a la qual respondre, sense cap por, però amb la mateixa voluntat i la profunda gratitud que he tingut en el passat. Les meravelloses paraules de Nostre Senyor m'ajuden en aquest moment, que es troben a Lluc (17, 10), en l'actitud d'aquells que són cridats al servei de Crist: "Quan que has fet tot el que ha manat, digueu: Serfs inútils som; hem fet el que havíem de fer ".».
El 10 de maig de 2011, el Papa Benet XVI nomenà Filoni Prefecte de la Congregació per a l'Evangelització dels Pobles, succeint el cardenal Ivan Dias, que havia arribat a l'edat de retir, a més de patir una diabetis complicada. El Prefecte supervisa els territoris de missió catòlics, i tradicionalment és anomenat el "Papa Vermell", com a mostra tant del poder de la seva congregació com per les vestimentes vermelles del Cardenal Prefecte. Els recursos considerables de l'oficina (proporcionats pels ingressos de les seves grans participacions immobiliàries a Roma) proporcionen una quantitat significativa de fons per als esforços de l'Església en desenvolupament, i els cardenals de la congregació són responsables de recomanar les designacions de bisbes a les zones de missió, principalment a països africans i asiàtics, una tasca que recau la Congregació per als Bisbes en llocs més establerts. L'arquebisbe Savio Hon Tai-Fai és el secretari (el segon de Filoni) de la Congregació. El seu coneixement de la Xina i l'Església xinesa controlada pel govern seran crucials per resoldre la qüestió de la legitimació entre les dues entitats.
El 6 de gener de 2012 s'anuncià que seria creat cardenal el 18 de febrer. Va ser creat cardenal diaca de Nostra Signora di Coromoto in San Giovanni di Dio. El 24 d'abril de 2014 el cardenal Filoni va ser fet membre de les congregacions per a la 
Doctrina de la Fe, per a les Esglésies Orientals i per a l'Educació Catòlica. El 24 de novembre de 2012 va ser nomenat membre del Consell Pontifici pels Texts Legislatius. Mantindrà aquests càrrecs fins al seu 80è aniversari, el 2026.

## Honors
Gran Creu de Cavaller de l'orde al Mèrit de la República Italiana – 4 d'octubre de 2008
 Gran Creu de l'orde de Crist (Portugal) – 11 de maig de 2010